# Rudy Gobert
Rudy Gobert-Bourgarel (ur. 26 czerwca 1992 w Saint-Quentin) – francuski koszykarz, aktualnie zawodnik Minnesoty Timberwolves. Czterokrotnie wybrany najlepszym obrońcą NBA (2018, 2019, 2021, 2024) – jest pod tym względem rekordzistą ligi wspólnie z Benem Wallace’em i Dikembe Mutombo.
Trzykrotnie wybrany do składu All-NBA Team, pięciokrotnie do NBA All-Defensive Team, dwukrotnie wystąpił w meczu NBA All-Star Game. W sezonie 2016–17 został zwycięzcą ligi w liczbie dokonanych bloków. W 2015 roku zajął trzecie miejsce w głosowaniu na zawodnika, który poczynił największy postęp sezonu w NBA.
3 marca 2015 uzyskał 15 punktów oraz 24 zbiórki (rekord kariery) w wygranym 93-82 spotkaniu z Memphis Grizzlies. Liczba zebranych piłek okazała się trzecią najwyższą w historii klubu z Salt Lake City.
W sezonie 2016/2017 zajął drugie miejsce w głosowaniu na obrońcę roku NBA.
W marcu 2020 Gobert okazał się pierwszym zawodnikiem NBA, u którego zdiagnozowano pozytywny test na COVID-19. Kilka dni wcześniej Gobert, lekceważąc procedury narzucone zawodnikom przez NBA, wychodząc po konferencji prasowej demonstracyjnie dotykał mikrofonów obecnych dziennikarzy. Po tym, gdy okazało się, że jest zakażony odwołano mecz, w którym miał wziąć udział, a potem całe rozgrywki. Zawodnik przeprosił za swe zachowanie i wpłacił pół miliona dolarów na walkę z wirusem.
6 lipca 2022 trafił w wyniku transferu do Minnesoty Timberwolves.

## Osiągnięcia

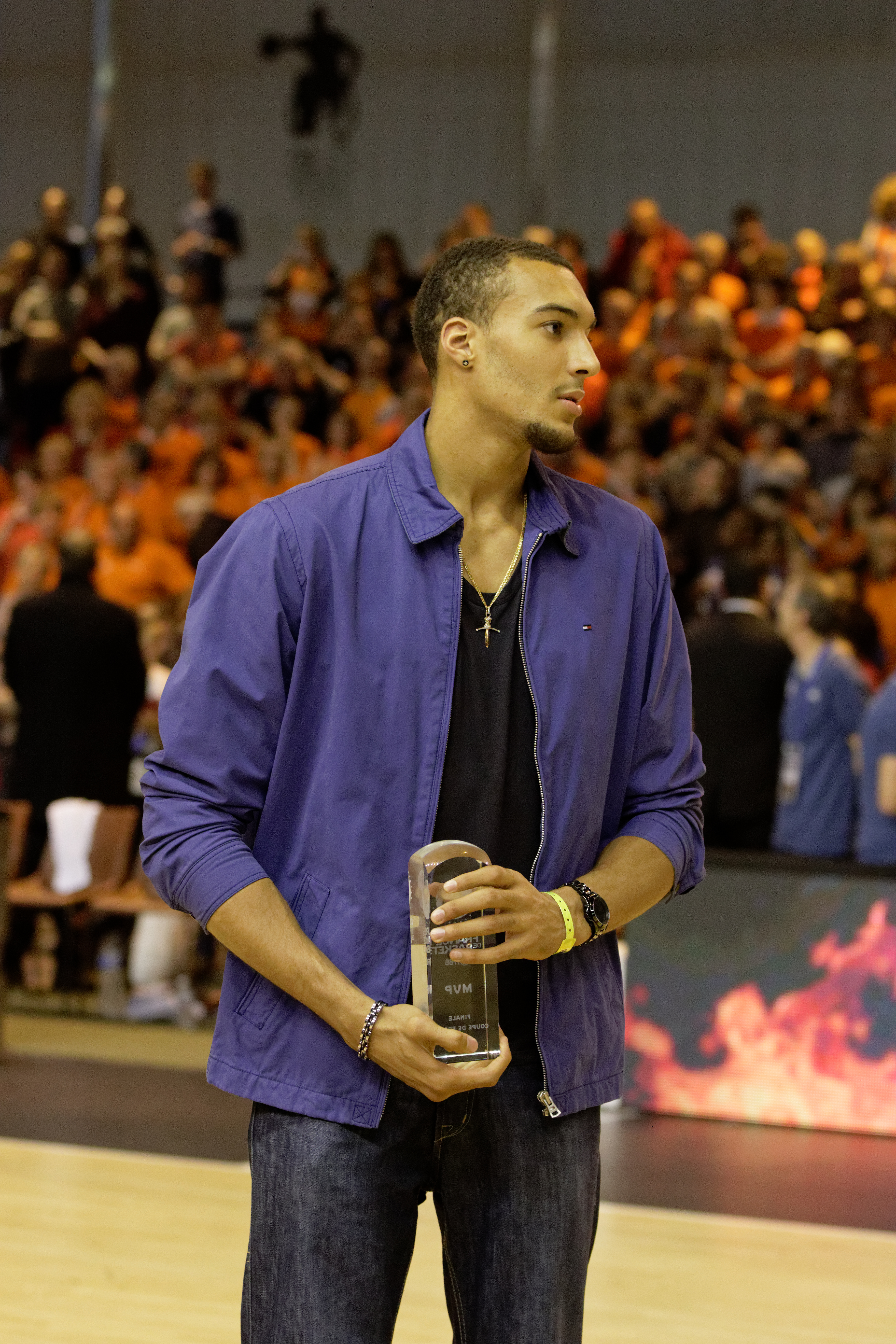
Gobert w maju 2015.

Stan na 1 czerwca 2024, na podstawie, o ile nie zaznaczono inaczej.

### NBA
- Obrońca roku NBA (2018[8], 2019[9], 2021[10], 2024[11])
- Zaliczony do:
  - I składu defensywnego NBA (2017, 2018[12], 2019[13], 2020[14], 2021[15], 2022[16], 2024[17])[18]
  - II składu:
    - NBA (2017)
    - letniej ligi NBA w Las Vegas (2014)

  - III składu (2019[19], 2020[20], 2021[21])
- Uczestnik:
  - meczu gwiazd NBA (2020[22], 2021[23], 2022[24])
  - Rising Stars Challenge (2015)
- Lider sezonu regularnego NBA w:
  - zbiórkach (2022 – 14,7)[25]
  - blokach (2017 – 2,64)[26]
  - skuteczności rzutów z gry (2019 – 66,9%, 2021 – 67,5%, 2022 – 71,3%)[27]

### Francja
- Laureat Alain Gilles Trophy (2019)
- Uczestnik meczu gwiazd francuskiej ligi LNB Pro A (2013)
- Lider ligi francuskiej w blokach (2013)

### Reprezentacja
Seniorów
- Wicemistrz olimpijski (2020)[28]
- Brązowy medalista mistrzostw:
  - świata (2014)
  - Europy (2015)
- Zaliczony do I składu igrzysk olimpijskich (2020)[29]

Młodzieżowe
- Wicemistrz Europy U–20 (2012)
- Brązowy medalista mistrzostw Europy U–20 (2011)
- Uczestnik:
  - mistrzostw Europy U–18 (2010 – 7. miejsce)[30]
  - igrzysk olimpijskich (2016 – 6. miejsce)
- Zaliczony do I składu mistrzostw Europy U–20 (2012)
- Lider Eurobasketu U-20 w blokach (2012)